# Диана Гергова
Диана Гергова е български траколог и специалист по тракийска археология. Завършила е специалността История и археология в Софийския „Св. Климент Охридски“ и понастоящем е пенсионер и работи в Националния археологически институт с музей при БАН. Била е професор по археология в Държавния университет в Жешув, Полша. Многогодишен ръководител е на разкопките в историко-археологическия резерват „Сборяново“ и в светилището на Дионис на връх Острец край гр. Велинград.
Гергова е автор на множество книги и над 200 научни статии. Член е на престижни национални и международни организации, бивш член управителния съвет на националния комитет на ИКОМОС България.

## Биография

### Образование
Диана Гергова завършва „История със специалност археология“ в СУ „Св. Климент Охридски“ през 1971 г. От 1972 до 1977 г. работи като докторант към Археологически институт с музей при БАН, като защитава дисертация на тема „Тракийските накити в българските земи през ранножелязната епоха (XI – VI век пр. Хр.)“ и е удостоена с научната степен кандидат на историческите науки. До 1978 г. работи като специалист-археолог в районния исторически музей в гр.Благоевград. От 1978 до 1986 г. е научен сътрудник в Археологическия институт с музей при БАН], а от 1987 г. е старши научен сътрудник в Секция „Тракийска археология“ при същата институция, като в тези години има възможността да специализира „Тракийската култура в Източна Европа и Кавказ“ в СССР (през 1982 – 83 г.). През 1989 г. специализира „Погребални практики“ в Британска академия (Великобритания), а след това следват специализации по „Геоархеология“ (Италия, ЧНР, през 1992 г.); „Гробнична живопис. Траки и келти“ (Франция, СНР, Париж, 1997 г.); „Японска културна асоциация – Сравнителни изследвания в областта на вярванията и погребалните практики“ (Япония, 1999 – 2000 г.) и „Архитектура на древни гробници“ към Немски археологически институт (през 2001 г.).
Сферата на научните интереси на проф. Гергова включва тракийска археология, Бронзова и Желязна епоха, етногенетични процеси, тракийската култура в евразийски контекст, археология на култа, миграции, археометрия и опазване на културното наследство.

### Организационен опит
В Археологически институт с музей при БАН проф. Гергова изпълнява следните длъжности:
- 2008 – 2010 г. – и. д. Научен секретар на НАИМ – БАН
- 1988 – 1990 г. – Завеждащ секция Тракийска археология при НАИМ – БАН
- 1987 – 1989 г. – Секретар на Координационния съвет на АИМ и НИПК.
- 1985 – 1987 г. – Научен секретар на АИМ – БАН[2]

### Гледни точки
Според проф. Гергова „... постулатът, че траките са безписмени, просто не е верен.“. Тя подчертава, че такова твърдение е недопустимо, защото след поставянето на началото на специализираните траколожки изследвания и на тракологията (в началото на 1970-те г.) са разкрити много посветителски надписи, а религиозната система на древните траките е била една от най-добре развитите в древността. Научно е доказано, че тракийският жречески клан Тракиди e управлява легендарното прорицалище в Делфи, a писмеността е била част от културата и поведението и на тракийското племе Беси – като най-висш духовен елит. Гергова е на мнение, че древните траки и елини са писали с еднакви знаци и въпреки че не са открити писмени произведения и книжнина, свързвана с тракийската култура, това не прави тракийската цивилизация по-малко значима. Въпросът, според проф. Гергова е: „... как четем и усещаме запазените послания.“.
В началото на 2015 г. проф. Гергова излиза със становище относно възстановяване „двореца на първите Асеневци“ на Трапезица, в което се изказва категорично против „...възстановяването на археологически паметници, при липсата на достатъчно факти за техния оригинален вид, и е в пълно противоречие с принципите и етиката на опазването и на научната реставрация в световен мащаб, регламентирани както в международни документи, ратифицирани от България, така и в националното ни законодателство.“. Според проф. Гергова инициатива за възстановяване на двореца на Асеневци на Трапезица „противоречи на фундаменталните европейски и световни принципи за опазване на културното наследство, както и на националния ни интерес да съхраним автентичния дух на историята си, и да социализираме най-ярките си паметници от всички епохи.“

## Научна дейност
Разкопки:
- Селищната могила с.Дядово. Българо-японски проект (НАИМ-Токайски университет), от 1985 (като зам.-ръководител), след 1988 г. (като ръководител)

- Гетски религиозен и политически център в Национален исторически резерват „Сборяново“ (в сътрудничество с Университет Кембридж (Великобритания), Лаборатория по археология – ЦНРС (Франция), Университета в Кемерово (Русия), Университет Женева и Университет Лозана (Швейцария) (археологическа карта, тракийското светилище „Камен рид“, тракийското светилище в двора на Демир баба теке, елинистическият могилен некропол, средновековен ансамбъл с раннохристиянски параклис в м. „Града на доверието“) – от 1983 (ръководител и координатор).

- Проучвания на Ахтопол – 1998 – 1999, 2008 – 2011 (ръководител)

- Тракийско светилище в м. Св. Илия, м. Клептуза, гр.Велинград – 2011 (ръководител)

- Тракийско светилище на Дионис на връх Острец, Велинград-2009-2010 (ръководител)

- Спасителни проучвания в гр.Стрелча в района на Жаба могила – 2010(ръководител)

- Спасителни разкопки при гр.Карнобат, обект 36, ЛОТ 4, Автомагистрала Тракия – 2008 – 2009

- Тракийски некропол при с.Любча, Община Доспат – 2007 (ръководител)

- Проучвания на тракийско скално светилище при с.Стрелково, област Силистра – 2005 (ръководител)

- Спасителни разкопки на надгробна могила при гр.Поморие -2003 (ръководител)

- Проучвания в Кабиле и на селищната могила Ясъ тепе – 1978 – 1979

- Теренни проучвания и сондажи по долината на р.Струма – българо-полски проучвания (като заместник ръководител) 1978 – 1982

- Тракийски некропол при с.Кочан и с.Сатовча, Западни Родопи – 1974 – 1981

- Проучвания на селището от ранната Желязна епоха при с.Пшеничево, област Стара Загора – 1974 – 1975 (ръководител)[2]

### Избрана библиография
Книги:
- Fruh-und altereisenzeiliche Fibeln in Bulgarien. – Prahistorische Bronzefunde, Abt XIV, Band 7, 1987, Verlag C.H.Beck, München.
- Обредът на обезсмъртяването в древна Тракия (Engl. Summary). София, 1996, Aгато.
- Sboryanovo – The Sacred Land of the Getae. Bulgarian Bestseller. Sofia, 84 р., 2004.
- Sboryanovo – The Sacred Land of the Getae. In Japanese. Tokyo. 2011. Transl. by Y. Kimbara.
- Венедикова К., Д. Гергова, Б. Илиев. Демир баба – Железният баща. 195 c., София, 2006.
- Гергова, Д., Е. Теодоров. Прабългарски и тракийски следи. Изд. „Изток-Запад“, 124 c., 2006.
- Гергова, Д., К. Венедикова. Демир баба теке. Българският Ерусалим. Агато, 112 c., 2007.[2]

Научни статии:
- ХХ Национална археологическа конференция /антична археология/. – Археология, 1975, № 4.
- Археологически проучвания в землището на с. Кочан, Благоевградски окръг. – Родопи 1975, № 4. /в съавторство с Цв. Ангелова/.
- Gergova, D., М. Domaradzki. Kultura tracka w I tys. prszed n.e. – Z otchlani wiekow, 1976.
- Развитие на фибулата в Тракия през старожелязната епоха. – Векове, 1977, № 1.
- Проблеми на развитието на накитите в Северозападна Тракия. – Трациа Антиква, 3, 1978.
- J. Bouzek. Graeco-Macedonian Bronzes. Prague, 1974. – Eirene, 1979 /рец./.
- Тракийската древност в Западните Родопи. – Родопи, 1980, № 3.
- Тракийският некропол при Кочан и Сатовча, Благоевградски окръг. – В: Родопите в миналото и днес. ОТД КИН, 1980.
- Трако-скитски взаимоотношения през І хил. пр.н.е. – Археология, 1980, № 3.
- Велков В., Д. Гергова и др. Разкопки в Кабиле. – АОР, 1980, 69 с.
- Contribution to the Problem of Thraco-Caucasian Relations in the Early Iron Age. – In: Pulpudeva, 3, 1980, 269 – 304.
- Genesis and Development of the Metal Ornaments in the Thracian Lands during the Early Iron Age. /11th-6th c. B. C./ – Studia Praehistorica, 3, 1980, 97 – 112.
- Some remarks on the Origin and Development of the Double-Looped Fibulae. – In: Actes du IIème Congrès International de Thracologie. Bucuresti, 1980, Т. І, 199 – 202.
- Гергова Д., Ив. Панайотов. Всесъюзна конференция „Проблеми на скито-сибирското културно-историческо единство“. – Археология, 1981, № 3.
- В. Велков, Д. Гергова, М. Домарадски и др. Разкопки в Кабиле. – АОР, 1981, 50.
- Разкопки на тракийския некропол при Кочан и Сатовча, Благоевградски окръг. – АОР, 1981, с. 26.
- Женският тракийски накит и облекло през ранножелязната епоха. – В: Сб. България 1300. Институции и държавна традиция /ІІІ конгрес на БИД/. София, 1982, 63 – 70.
- Гергова Д., Ил. Илиев. Към въпроса за поселищното развитие в района на Кабиле и Югоизточна Тракия през ІІ-І хил. Пр.н.е. – В:Поселищен живот в Тракия. Първи национален симпозиум. Ямбол, 1982, 11 – 23.
- Произход, характер и датировка на съкровището от Бързица /б. Шеремет/, Варненски окръг. Археология, 1982, № 3 – 4, 1 – 16.
- Разкопки на тракийския некропол при Кочан и Сатовча, Благоевградски окръг. – АОР 1982, Михайловград, с. 33 /в съавторство с Ил. Кулов/.
- Велков В., М. Домарадски, Д. Гергова, Ил. Илиев. Разкопки в Кабиле и неговата околност. – АОР, 1982, Михайловград, 26 – 27.
- М. Чичикова, Гергова Д. Разкопки на тракийското селище при с. Пшеничево, Старозагорско. – АОР, 1982, Михайловград, с. 29.
- Wczesny okres rozwoju kultury trackiej w dolinie Srodkowej Strumy I Gornej Mesty. – Acta Universitatis Wratislaviensis, N 598, 1983, 155 – 160.
- В. Велков, Д. Гергова, М. Домарадски. Разкопки в Кабиле. – АОР, Плевен 1983, 46.
- Ал. Александров, Гергова Д. Разкопки на тракийската крепост Камен рид при с. Малък Поровец, Разградски окръг. – АОР, 1983, 45 – 46 /в съавторство с /.
- Разкопки на тракийското селище при с. Пшеничево, Старозагорско. – АОР, Плевен 1983, с. 38.
- Тракийски светилища и селища по долината на р. Струма. – АОР, 1983, Плевен, с. 35.
- Разкопки на тракийската крепост Камен рид при с. Малък Поровец, Разградски окръг. – АОР, Смолян, 1984, 45 – 46.
- Разкопки на Камен рид край с. М. Поровец, Разградски окръг. – АОР, Сливен, 1985, 78– 80.
- Гергова, Д., Лам Ми Зунг. Тракийската крепост в м. Марена при с. Марикостиново, Благоевградски окръг. – АОР, Сливен, 1985, 86 – 87.
- Постижения и проблеми в проучването на ранножелязната епоха в Тракия. –Археология, 1986, № 2.
- Гергова, Д., Ал. Гоцев, Д. Вълчева. Проучвания на обекта Камен рид край с. Малък Поровец, Разградски окръг. – АОР, 1986, В. Търново, 46 – 47.
- За сакралния характер на находката от Рогозен. – Археология, 1987, № 3, 3 – 13.
- Гергова Д., Д. Вълчева, Ж. Михайлова, Ал. Александров. Проучвания в Сборяново край Исперих. – АОР, 1987, 52 – 54.
- Гергова, Д., Д. Вълчева. Разкопки в м. Камен рид край с. М. Поровец, Разградски окръг. – АОР, Разград, 1987,70 – 72.
- Катинчаров, Р., Д. Гергова, с кол. Разкопки на сеилщната могила при с. Дядово, Сливенски окръг. – АОР, 1987, с. 65.
- Съкровищата от Тракия и хиперборейския мит. – В: Българските земи в древността. България през средновековието. Доклади на Втория международен конгрес по българистика. Т. 6, 1987, 53 – 74.
- The Thracian-Caucasian Relations and the Thracian Tribe Trerae. – In: Die Urnenfelderkulturen Mitteleuropas. Symposium Liblice 21 – 25.10.1985. Praha, 1987, 409 – 420.
- Гергова, Д. с кол. Теренни обхождания и сондажи за археологическата карта на Сборяново, Исперихска община. – АОР, 1988.
- Тракийският обект в м. „Камен рид“ край с. Малък Поровец-разкопки, резултати, проблеми. – Terra Antiqua Balcanica, ІІІ, 1988, 165 – 172.
- De begraven schat. – In: De Thrakische Konigsschat. Amsterdam, 1988, 36 – 40.
- Die Bedeuting der Schatzfunde in der Thrakischen Welt. – In: Der Thrakischen Silberschatz aus Rogozen, Bulgarien. Katalog. Bonn-Mainz-Freiburg-Munchen-Hamburg, 1988, 51 – 58.
- Las ofrendas sacradas de los tracios. – In: Tesoros de las tierras Bulgaras. Pabellon Mudejar, 1988, 19 – 22.
- Киммерийская проблематика с фракийской точки зрения. – В: Тезисы докладов областной конференции „Проблемиы скифо-сарматской археологии Северного Причерноморья“, посвященной 90 летию со дня рождения профессора Б. Н. Гракова, Запорожье, 1989, с. 33.
- Гергова Д. и др. Източен могилен некропол н. Могила 13. – АОР, 1989, 35 – 37.
- Гергова Д., М. Чичикова, А. Балканска и др. Проучвания в Сборяново. – АОР, 1989, Кърджали, 34 – 35.
- About the Sacral Character of the Rogozen Treasure. /In Japanese/ – In: Balkan and Asia Minor Studies. Tokyo, 1989, 23 – 34.
- The Rogozen Treasure and One Religious Feast in Ancient Thrace. – In: 17 Internationale Eirene Konferenz. Berlin, 1986 (= Klio, 1989, 71/1), 36 – 50.
- Thracian Burial Rites of Late Bronze and Early Iron Age. – In: Thracians and Myceneans. Proceedings of the 3th International. Congress of Thracology. Rotterdam 1984. Leiden-Sofia, Brill, 1989, 231 – 240.
- The Thracian Culture of the Iron Age. Actual State of its Archaeological Investigations in Bulgaria. Sixième Congrès International d’études du Sud-Est Européen. Résumés des Communications. Histoire Sofia, 1989, 15 – 16.
- Some Common Problems of Interrelations between Thrace and Northern Europe. – In: Pulpudeva, VI, 1989.
- Гетското религиозно и политическо средище в „Сборяново“ – нови данни за характера му. – Terra Antiqua Balcanica, IV, 1990, 66 – 71.
- Гергова, Д. с кол. Проучвания в резервата Сборяново. – АОР, 1990, Кюстендил, 46 – 49.
- Тракийската култура през ранножелязната епоха в ЮЗ Тракия – проучвания и проблеми. – В: Тракийската култура в Родопите, горното течение на Марица, Места и Струма. Смолян, 1990, 17 – 29.
- The Find at Rogozen – a Source on the Religious and Political Life in Thrace at the End of the 5 th c.B.C. – TAB, V, 1990, 112 – 119.
- Гергова, Д. Ив. Кулев. Втора конференция по археометрия в Делфи. – Археология, 1991, № 4.
- Гергова Д. с кол. Проучвания в резервата Сборяново. – АОР, Ловеч, 1991, 44 – 47.
- Десет години проучвания в „Сборяново“. – В: Хелис, I, С., 1992, 9 – 27.
- Гергова Д. с кол. Проучвания в резерват Сборяново. – АОР, 1992, 40 – 43.
- Сборяново-Хелис-Даусдава – свещена тракийска земя. Екосреда. Лято 1992, 10.
- Dausdava – Formation, Development and Thracian Connection. – In: Relations thraco-illyro-helleniques. Actes du Xème Symposium national de tracologie. Participation Internationale. Baile Herculanum, 1992, 130 – 131.
- Helis series, vol I, II, 1992 (редактор-съставител).
- Interdisciplinary approach in the investigations of Sboryanovo. – В: Xелис, II, C., 1992, 9 – 22.
- Studies of tumulus N 13 from the Eastern necropolis of Sveshtari. (Preliminary communication). – Хелис, II, C., 1992, 118 – 126.
- The Problem of the „Plundered“ Thracian Tombs and its Proposed solution: A new method applied during excavations. – In: H. Schliemann. Grundlagen und Ergebnisse moderner Archeologie. 100 Jahre nach Schliemann Tod. Berlin, 1992, 283 – 292.
- Some Common Problems of the Interrelations between Thrace and N. Europe. – In: Pulpudeva, 6, 1993, 65 – 71.
- Preface. – In: Helis, III. Sofia, 1994, 7 – 8.
- Gergova D., I. Iliev, V.Rizzo. Seismic Effects on Tombs in Sveshtari, dated to the Hellenistic period. In: Terremoti et Civilta Abitative. Roma, ottobre 1993 Annali Geofisici, 1994.
- Some Common Problems of the Ritual Behavior of Thracian and Macedonians. – Ancient Macedonia, VI, Thessaloniki. 1994.
- Christoskov, L., D. Gergova, V. Rizzo. Traces of Seismic Effect on Archaeological Sites in Bulgaria. In: Terremoti et Civilta Abitative. Roma, ottobre 1993, Annali Geofisici, 1994.
- Culture in the Late Bronze and Early Iron Age in Southwest Thrace (Upper Mesta and Middle Struma Valleys). Зборник Нова Сериja, бр.1, 1995, археологиjа. Скопjе, 31 – 48.
- Skias – the newly discovered inscription from the Thracian tumulus near Kapinovo, V. Tarnovo district. – Thracia 11, 1995, 385 – 392.
- The Thracians: Late Bronze Age to Roman Antiquity. – In: Pirin. Geological Guidebook. Sofia, 1995, 12 – 13.
- The Treasure from Vulchitran and the Amber Route in the Balkans.-In: The Early Hallstatt Period (1200-700B.C.) in South Eastern Europe. Alba Julia 1994. – Apulum, 1995, 69 – 79.
- Le centre religieux et politique thrace du Ier millénaire av.J.C. de Sboryanovo. – In: Au royame des ombres. La peinture funéraire antique. Réunion des Musées Nationaux. Paris, 1997, 24 – 26.
- The Tumular Cemeteries near Sveshtari, NE Bulgaria – Problems and Methods of Investigations. – In: 2nd Southern-European Conference on Archeometry. Delphi, April, 199, PACT, 1998, 119 – 21.
- Предговор. Б. Илиев. Свещари. Село край древни светилища. София, 2000, 5 – 8.
- The Tripartite Vessel from Vulcitrun – Epoch and Function. – Thracia, 13, Serdicae, 2000, 137 – 147.
- Y. Valeva, D. Gergova. Monumental Tombs, Tomb Paintings and Burial Customs of Ancient Thrace. – In: Investing in the Afterlife. Tokyo University Museum, 2000, 182 – 189.
- Sboryanovo – Investigations, Discoveries and Problems. – In: Japan ICOMOS Information, 4, 2000, 17 – 24.
- Бронзова и ранножелязна епоха. – Разкопки и проучвания, 27. Материали за археологията на Средна Струма. София, 2001, с. 73.
- Сондажно проучване в м. Орешките, с. Долна Рибница, Благоевградско. – Разкопки и проучвания, 27. Материали за археологията на Средна Струма. София, 2001, 22 – 25 /в съавторство с Л. Перничева/.
- Тронът и седящият покойник. Средиземноморски успоредици. (Към генезиса и разпространението на един аспект на тракийската погребална обредност.). – В: Годишник на Департамент Средиземноморски и източни изследвания, НБУ, т. І. Сборник в чест на проф. Зл. Гочева. София, 2002, 37 – 41.
- The Dyadovo Tell. Sofia, 2002, 4 p.
- Гергова Д., Вагалински Л., Ваклинова М., Русева Б., Хаджиев К. Състояние и проблеми на методиката и методологията на българската археология. Археология XLII, 3 – 4, 105 – 120, 2001.
- M. Kovacheva, N. Jordanova, M. Kostadinova, V. Karloukovski, V. Gigov, D. Gergova, D. Genov. Summary results of the archaeometric studies of the Bronze Age tell Djadovo, district of Sliven, South Bulgaria. – Archaeologica Bulgarica, 2002, No 6, 1 – 17.
- Kuleff I., R. Djingova, M. Arnaudov, D. Gergova. Provenance study of Iron Age amber from Bulgaria. – In: Proceedings of the 31-st Symposium of Archaeometry. Budapest, 27 април – 3 май 1998. Archaeometry 98, E. Jerem and K. Biró (Eds.), British Archaeological Reports. International Series 1043 (II) and Archaeolinqua Central European Series 1, Vol.2, Oxford, 2002, 757 – 760.
- В поисках Эвридики. О некоторых общих эелементах в культурном развитии древней Фракии и Японии в начале железного века. – In: 8th International Shinto Conference, Moscow, September 2002. Москва, 2003, 77 – 86.
- Гергова, Д., Т. Кадийска. Светлината в сакралната архитектура на тракийските гети. – Детайли, /2003, № 1, 6 – 10.
- The Necropolis of the Getic Dausdava – Planning and Meaning. – In: The Grave as an Expression of the Dead Social Status. Braila, 2003, 4 – 6.
- Zlateva B., M. Kuzmanov, I. Kuleff, R. Djingova, D. Gergova. Multi-element analysis of bones for dietary reconstruction of the inhabitants of Thracia at Hellenistic times (Bulgaria). – Berliner Beiträge z. Archäometrie, 20, 2003, 117 – 131.
- Gergova D. and all. Projet Sboryanovo. Groupe d’études thraces – Institut d’archéologie de Sofia. Biuven Kasaba. Les premières recherches sur le cite de Biuven kasaba (Sboryanovo/Bulgarie). Rapport de la campagne 2002. Lausanne, 2003.
- Изборът на култура. Между сензацията и манипулацията. – в-к „Култура“, бр. 2004, 2004.
- Петнадесет съкровища от българските земи от Д. Овчаров. – Паметници, реставрация, музеи, бр. 4, 2004, 45 – 49.
- Свещарската гробница. – Детайли, 2004, № 3.
- Свещарските гробници–близнаци и тракийският път към безсмъртието – реалности и проекти за бъдещето. – Детайли. 2004, № 4, 86 – 92.
- Златните „сандали“. – В: Годишник на Департамент Средиземноморски и източни изследвания, НБУ, т.ІІ. Сборник в чест на проф. Я. Тодоров. София, 2004, 37 – 40.
- Гетите, които... обезсмъртяват. Проблеми на изследването на гетския некропол в Сборяново. – В: GETICA, кн.1. София, 2005, 4 – 12.
- Западен могилен некропол. – В: Хелис, IV, 2005, 62 – 82 /в съавторство с Д. Вълчева/.
- Летница, Ашман и Сатън Хуу. Парадни шлемове и култови практики. – МИФ, 10. Съкровището. София, 2005, 148 – 162.
- Нови данни за тракийски традиции в средновековната българска култура. Парадните шлемове. – В: Корени на българската цивилизация. Булкорени, 2005, 151 – 172.
- Проучване на селищната могила при Дядово, Новозагорско през 2004 г. – АОР за 2004. София, 2005, 82 – 83 /съавторство с Г. Кънчева-Русева/.
- Проучвания на ранносредновековен ансамбъл в м. Бювен касабъ (Града на доверието) – ИАР Сборяново – АОР за 2004. София 2005, 134 – 135.
- Проучвания на селищната могила при с. Дядово, Новозагорско – АОР за 2005. София, 2006, 92 – 93 /в колектив/.
- Проучвания на тракийското светилище в двора на Демир баба теке – ИАР Сборяново – АОР за 2004. София, 2005, 132 – 133 /в съавторство с Ил. Катевски/.
- Светлини и сенки. Храднокръвие и чувства. Програма ФАР – промоция на културното наследство в Разградска област. – Паметници, реставрация, музеи, 2005, бр. 4, 55 – 60.
- Съкровището от Летница. Структура и функции. – В: Heros Hephaistos. Studia in honorem Liubae Оgnenova-Marinova, Faber, 2005, 59 – 71.
- Evstatiev, D., D. Gergova, B. Vachev. Archaeological and Geological Analogues for the Safety of the Radioactive Waste Repositories. – Annual Report 2005. Institute for Nuclear Research and Nuclear Energy. Sofia, 2005, 84 – 88.
- Evstatiev, D., Gergova D, V. Rizzo. Geoarchaeological characteristics of the Thracian tumuli in Bulgaria. – Helis, 4, 2005, 156 – 168.
- Гергова, Д., М.. Кузманов. Проучвания на Могила 1 от западния елинистически некропол на Сборяново. – В: Хелис, V, 2006, 212 – 228.
- Сборяново – от праисторията до средновековието. – В: Текето на Демир баба – Железния баща. София, 2006, 20 – 41.
- Сборяново. Религии и паметници. – В: Хелис, V, 2006, 25 – 38.
- Свещени сгради в двора на текето на Демир баба. – В: Текето на Демир баба – Железния баща. София, 2006 /в съавторство с А. Балканска/.
- Тракийско скално светилище при с. Стрелково, Силистренско. – АОР за 2005. София, 2006, 93 – 94 /в съавторство с Г. Атанасов/.
- Тронът в тракийското погребение или седящият покойник. В: 2000 години християнство. Международен симпозиум. Сандански. – В: Spartacus, II, 2006, 60 – 66.
- Kuleff, I., I. Iliev, E. Pernicka, D. Gergova. Chemical and lead isotope compositions of lead artefacts from ancient Thracia(Bulgaira). – Journal of Cultural Heritage, 2006, No 7, 244 – 256.
- L’eschare dans le monde Thrace et Celte. – In: Thracians and Celts. Proceedings of the International Colloquium from Bistrita, 18 – 20 mai 2006. Editura Mega, Clij-Napoca, 2006, 149 – 166.
- Zlateva, B., M. Kuzmanov, I. Kuleff, R. Djingova, D. Gergova. Multi-element analysis of bones for dietary reconstruction of the inhabitants of Thracia at Hellenistic times (Bulgaria). – Berliner Beiträge z. Archäometrie, 20, 2006, 224 – 338.
- The Eternity of a Burial Rite. The Throne and the Sitting Dead. 7th International Colloquium of Funerary Archaeology. Sibiu 2005. – Acta Terrae Septemcastrensis, V,1, 2006, 51 – 62
- The Golden sandals. – Folia Archaeologica Balkanica. In honorem Verae Bitrakova Grozdanova, 2006, 111 – 117.
- The tumular embankment in the burial rites and cosmogony of the Thracian Getae. The cosmic egg. – ISTROS, 13, 2006, 85 – 95.
- Археологически парк Дядово. Селищна могила Дядово. Нова Загора, 2007, 4 c.
- Гергова, Д., Р. Василев, Й. Анастасов, Я. Иванов. Археологически разкопки на ансамбъл от каменни сгради в м. Бювен касабъ, на територията на ИАР Сборяново, в землищата на М.Поровец и Свещари, община Исперих, Разградска област. – АОР през 2006 г., София, 2007, 108 – 111.
- Гергова, Д., Х. Камуро, Т. Кънчева-Русева. Археологически разкопки на селищна могила при с. Дядово, община Нова Загора. – АОР през 2006 г. София, 2007, 101 – 103.
- Гергова, Д., М. Кузманов, Я. Иванов, И. Катевски. Геофизично проучване на четири могили от западната група на елинистическия некропол на ИАРСборяново, в землището на с. М. Поровец, община Исперих, Разградска област. – АОР през 2006 г. София, 2007, 107 – 108.
- Гергова, Д., М. Кузманов, Я. Иванов. Геофизични проучвания и археологически разкопки на шест могили от елинистическия некропол на гетското средище в ИАР Сборяново, в землището на Свещари, община Исперих, Разградска област. – АОР през 2006 г. София, 2007, 104 – 107.
- Нови данни за сакралната архитектура в двора на Демир баба теке. Изследвания в памет на акад. Анание Явашов. Академична издателство „Марин Дринов“, София 2007, 47 – 53.
- Die Bestattungssitten der Thraker. – In: Die Alten Zivilisationen Bulgariens. Das Gold der Thraker, Basel 2007, 59 – 69.
- Les tombaux Thraces de la Bulgarie de Sud –Est. – L’archéologue [Paris], № 90, 2007, Dossier Les thraces, 8 – 11.
- Sanctuaires et places de culte des gètes dans la Bulgarie du Nord-Est. – In: Iron Age Sanctuaries and Cult Places in the Thracian World. Proceedings of the International Colloquium Brasov, 19 – 21 октомври 2006. Brasov, 2007, 63 – 78.
- Българо- японски проучвания в археологически парк „Селищна могила Дядово“, Новозагорско през 2008 г. – В: Българска археология 2008. София, 2008, 18 – 19.
- Встъпление. – АОР през 2007 г. София, 2008, с.220=
- Есхарата в гетското погребение. – In: PHOSPHORION. Studia in honorem Mariae Cicikova. Sofia, 2008, 255 – 267.
- За Мария Чичикова и за нейния празник. – In: PHOSPHORION. Studia in honorem Mariae Cicikova., Sofia 2008, 9 – 110.
- Гергова, Д. Кузманов М., Я. Иванов. Некропол на бесите при с. Любча, м. Орфенското, община Доспат. В: Археологически открития и разкопки през 2007 г., София, 2008, 269 – 270.
- Опазването на културното наследство и културата на опазването. В: Св. Георгиев. Правен режим на културното наследство в Република България. София, Агато, 2008,7 – 12.
- Гергова Д., Т. Кънчева-Русева, Х.Камуро, Т. Секине. Проучвания на селищна могила Дядово, община Нова Загора. В: Археологически открития и разкопки през 2007 г. София 2008, с. 105 и сл.
- Селищната могила при с. Дядово, Новозагорско. Систевмата от ровове в устройството и функциите на селището от бронзовата епоха. – В: Археологически и исторически проучвания в Новозагорско. Т. 2. Исторически Музей Нова Загора. Агато, 2008, 14 – 20.
- Gergova, D., I. Katevski. Archaeology and Geophysics in the Sboryanovo National Reserve. – In: Geoarchaeology and Archaeomineralogy. Proceedings of the International Conference 29 – 30 октомври 2008, Sofia, 374 – 379.
- Geoarchaeological studies in the Sboryanovo National Reserve (North-East Bulgaria) – In: Geoarchaeology and Archaeomineralogy. Proceedings of the International Conference, 29 – 30 октомври 2008, Sofia, 367 – 373.
- Thracians, Greeks and Romans in Ancient Anchialo.– Istoria kai Politismos tou Ellenismou tes Aghialou. Athena, Ekdoseis Eypasia, 2008, 83 – 97.
- Българо-полските теренни археологически проучвания в Благоевградска област 1978 – 1982. – Известия на Регионален исторически музей Благоевград, т. V, 2009, 23 – 36.
- Гергова, Д. Т. Кънчева-Русева, Д. Генов, Х. Камуро, Т. Секине. Българо-японски проучвания на селищната могила при с. Дядово при с. Дядово, Новозагорско. – АОР през 2008 г., София, 2009, 123 – 127.
- Встъпителни думи. – АОР през 2008 г., София, 2009, с. 220.
- Националният археологически институт с музей при БАН и българската археология през 2008 г. – Наука, 2009, № 4, 47 – 51.
- Гергова Д., Й. Анастасов. Ранното българско средновекие в Сборяново. Средновековното имени в м. Града на доверието. В:Приноси към българската археология, т. V, София 2009, 196 – 209.
- Гергова, Д., Я.Иванов, М. Кузманов. ИАР „Сборяново“ 2008. – АОР през 2008 г., София, 2009, 234 – 237.
- Гергова, Д., Я. Иванов. Сондажни археологически проучвания по трасето на АМ Тракия, об. 36 от км. 323+700 до км 323+100, ЛОТ4, с. Драганци, общ. Карнобат. – АОР през 2008 г., София, 2009, 171 – 173.
- В. В. Зайков, Д. Гергова, П. В. Хворов, П. Бонев. Состав золотых изделий Вылчитрынского клада (Болгария). – В: Уральский минералогический сборник, 16, 2009, 168 – 173.
- Гергова, Д., Я. Иванов. Спасителни археологически разкопки в УПИ-V 53, кв.7 по плана на гр. Ахтопол. – АОР през 2008 г., София, 2008, 222 – 224.
- Amber in Ancient Thrace. – In: Amber in archaeology. Proceedings of the 5th International Conference on Amber in archaeology, Belgrade 2006. Belgrade, National Museum, 2009, 178 – 189.
- Встъпителни думи. – АОР през 2009 г., София, 2010, с. 220.
- Нови данни за културата на бесите. Изследвания в района на Доспат. – В: Цепина, Чепинско, Велинград – хилядолетната история на северозападните Родопи. Конференция 23 – 24.11.2008. София, 2010, 35 – 40.
- Гергова, Д., Я. Иванов. Проучвания в Ахтопол – УПИ-V53 по плана на града. – АОР през 2009 г., София, 2010, 270 – 271.
- Гергова, Д., Ил. Катевски, М. Кузманов, К. Константинов, П. Стоянов. Проучвания на елинистическия некропол на гетския култов и политически център в резервата „Сборяново“. – АОР през 2009 г., София 2010, 212 – 214.
- Реброто на Адама в орфическото обезсмъртяване. – В: Богоизбраните българи. Изборник. Книга първа. Булга Медия, 2010, 62 – 70.
- Гергова, Д., А. Салкин, Д. Байраков. Светилище на Дионис на връх Острец, Велинград. – АОР през 2009 г. София, 2010, 185 – 188.
- В. В. Зайков, Д. Гергова, П. В. Хворов, П. Бонев, М. Н. Анкушев. Состав золотых изделий Требенищенского клада из Национального археологического музея в Софии (Болгария). – Уральский минералогический сборник, 17, 2010, 148 – 152.
- Гергова Д., Я. Иванов, Н. Дерменджиев, Г. Радославова, В. Танкова, Р. Христова. Спасителни разкопки на об. 36, АМ Тракия, ЛОТ 4 при с. Драганци, община Карнобат. – АОР през 2009 г., София, 2010, 119 – 123.
- Съкровището от Вълчитрън. Един мит, преразказан в злато. НАИМ-БАН, 2010, 40 с.
- Zaykov, V., D. Gergova, R. Khvorov, eng. Pl. Bonev. Archaeometric studies of Thracian Gold objects from the National Archaeological Musеum in Sofia.- XXII-XXIII, 2010, София, 75 – 80.
- Orphic Thrace and Achaemenid Persia. – In: Achaemenid Impact in the Вlack Sea. Communication of Powers. J. Nieling and Ellen Rehm Eds., BSS, Aarhus University Press, 11, 2010, 67 – 86.
- Preface. Dyadovo, vol. 2. B. Borisov. The Santuary of the Thracian Horseman and the Early Byzantine fortress. Zograf Publishing 2010, 3 – 4.
- Preventive archaeology in Bulgaria In: Campos de Souza, M. (ed.), Arqueologia Preventiva, Gestão e Mediação de Conflitos. Estudos Comparativos. Iphan-SP, Brasil, 2010, 193 – 208.
- Studies (Sboryanovo). – In: World Heritage in Bulgaria. Bulgarian Encyclopedia Scientific Information Centre. Prof. M. Drinov Academic Publishing House, 2010, 57 – 61.
- The Aurolithic Civilization. – In: Smolenov Hr., Michailov Hr. the Lost Aurolithic Civilization? Codes from a Black Sea Atlantis. MAGOART 2010, 10 – 15.
- The Kazanlak Tomb. – In: World Heritage in Bulgaria. Bulgarian Encyclopedia Scientific Information Centre. Prof. M.Drinov Academic Publishing House, 2010, 22 – 34.
- Гергова Д., Х. Камуро, К. Кънчев, Т. Кънчева-Русева с кол. Проучвания на селищната могила при с. Дядово през 2010 г. – АОР за 2010 г., София, 2011, 105 – 107.
- Гергова Д., Салкин А., Кузманов M. Проучвания на тракийско светилище на Дионис на връх Острец, Велниград. – АОР за 2010 г., София, 2011, 184 – 186.
- Гергова Д., Иванов Я. Археологическо проучване в УПИ VІІІ, кв. 3, ул. Черно море 39, гр. Ахтопол. – АОР за 2010 г., София, 2011, 197 – 198.
- Гергова Д., Иванов, А., Катевски Ил. Проучвания на елинистическия некропол на гетския култов и политически център в Сборяново. – АОР за 2010 г., София, 2011, 205 – 206.
- Гергова Д., Дерменджиев, Н., Нейчева М., Катевски И., Мутафов В. Спасителни проучвания в Стрелча. АОР за 2010, София 2011, 206 – 208.
- Зайков, В. В., Гергова Д., Хворов П. В., Анкушев М. Н., Торбов Н., Бонев Н. Состав серебрянных изделии Рогозенского клада из коллекции Исторического музей г. Враца (Болгария).- Материалы III Всероссийской молодежной научной конференции „Минералы: строение, свойства, методы исследования“. Екатеринбург-Масс: УрО РАН, 2011. С. 141 – 142.
- The Aurolithic Civilization. – In: Smolenov Hr., Michailov Hr. The Lost Aurolithic Civilization? Codes from a Black Sea Atlantis. MAGOART 2010, 10 – 15.
- The Kazanlak Tomb. – In: World Heritage in Bulgaria. Bulgarian Encyclopedia Scientific Information Centre. Prof. M.Drinov Academic Publishing House, 2010, 22 – 34.
- Legalitas regnorum fundamentum (Законността е основа на държавата) – www.kultura.bg/bg/article/view/16962.
- Законът за културното наследство изпрати българските археолози в нелегалност. Сезонът за археологическите изследвания за 2010 г. вече е провален. Лично мнение, в-к „24 часа“, юни 2010.
- Гергова Д., Х. Камуро с кол. Проучвания на селищната могила Дядово през 2010 г. – АОР за 2010 г., София, 2011.
- Гергова Д., Ас. Салкин, М. Кузманов. Проучвания на тракийско светилище на Дионис на връх Острец, АОР 2010, София 2011, 184 – 186.
- Гергова. Д., Я. Иванов. Археологическо проучване на УПИ VІІІ, кв. 3, ул. „Черно море“ №39, гр. Ахтопол, АОР 2010, София 2011, 197 – 199.
- Не си отивай дон Кихот! – в-к „Kултура“, април 2011.
- Гергова Д., Я. Иванов, Ил. Катевски. Проучвания на елинистическия некропол на гетския култов и политически център в Сборяново, АОР 2010, София 2011, 205 – 206.
- Гергова Д., Н. Дерменджиев, М. Нейчева, Ил. Катевски, В. Мутафов. Спасителни проучвания в Стрелча. АОР 2010, София 2011, 206 – 208.
- Момчил Кузманов, Диана Гергова, Николай Дерменджиев, Васил Мутафов, Асен Радев, Антония Елазарова, Илиян Катевски. Могила №1 в землището на Враждебна, София. Спасително проучване 2010 – 2011 г. AOP 2011, 225 – 227.
- „Archaeological park Dyadovo tell“, Исторически музей, Нова Загора, 2011.
- Sboryanovo Tumuli Sveshtari – AIAC, 764.
- Byuven Kasaba Settlement Sveshtari – AIAC, 773.
- Gergova D. „Sboryanovo. Nature and monuments. Gods and peoples“, Institute of Culture, Ministry of foreign affairs. 2011, 10 s
- Gergova D. Recent discoveries in the Great Sveshtari tumulus in the capital of the Getae (BG, Dausdava-Helis).-Instrumentum I, 2013[2]
- Gergova. D. 2013. Golden Gifts from Sveshtari. Borina